# Tabcorp Park
Tabcorp Park är en travbana i Melton i Victoria i Australien. Banan invigdes 2009, och tog då över alla trav- och passgångstävlingar från Moonee Valley Racecourse, som då endast kom att arrangera galopptävlingar.

## Om banan
Huvudbanan är en oval bana på 1 040 meter, med ett upplopp på 205 meter. Banan har även open stretch, ett extraspår på insidan av banans upplopp. Banans underlag är tillverkat av sand av krossad granit. Banan håller i huvudsak tävlingar på lördagskvällar.
Banans lopp körs över distanserna 1 720 m, 2 240 m, 2 760 m och 3 280 m.

## Större lopp
Banan har ett flertal gånger varit värd för loppet Inter Dominion Trotting Championship, som är ett av de största loppen i Australien och Nya Zeeland.